# Soleil (videogioco)
Soleil (新創世記ラグナセンティ?, Shin Sōseiki Ragnacënty) è un videogioco d'azione sviluppato da Nextech e pubblicato nel 1994 da SEGA per Sega Mega Drive. In America del Nord il gioco è stato distribuito da Atlus con il titolo Crusader of Centy.
Soleil fa parte del Mega RPG Project, un progetto SEGA per arricchire il catalogo delle proprie console con action RPG come The Story of Thor e Shining Force CD.
La storia è incentrata su Corona, un ragazzo che deve combattere i mostri che minacciano la razza umana. Il gioco si svolge si concentra sull'esplorazione, combattimento e soluzione di rompicapo.

## Trama
Il gioco si svolge in Town Soleil dove l'eroe del gioco, Corona, ha appena compiuto quattordici anni. Egli riceve la spada e lo scudo del padre (morto in battaglia), che aveva una grande reputazione per il suo coraggio nel difendere la città.
La storia è divisa in due parti. Nella prima, Corona deve scoprire il suo mondo e sbloccare i vari livelli che lo compongono. Durante questa metà del gioco, Corona non ha la capacità di parlare agli esseri umani, ma solo agli animali; solamente dopo aver battuto un drago gigantesco che fa da Boss nella seconda metà del gioco Corona riuscirà a riavere la capacità di parlare agli esseri umani. Di seguito dovrà capire perché i mostri sono in guerra con l'umanità.

## Modalità di gioco
Il gameplay di Soleil ricorda quello di The Legend of Zelda: A Link to the Past.

### Animali
Gli animali sono utilizzati nel gioco come armi o strumenti, che spesso garantiscono il passaggio ad aree precedentemente non raggiungibili. All'inizio della partita, Corona si ritrova a perdere la sua capacità di parlare con gli altri esseri umani, e guadagna la capacità di parlare agli animali. Alcuni di essi si uniranno a lui, prestando a Corona le loro abilità. Ogni animale ha la sua tecnica speciale. Il primo è il cane da compagnia di Corona (chiamato Johnny nella versione europea e Mac nella versione statunitense). Più tardi, il giocatore ottiene un Pinguino (chiamato Penguy nella versione europea e Chilly nella versione statunitense) , che consente alla spada di Corona un attacco di ghiaccio.
Vi sono in totale sedici animali.